# エストニア祝祭管弦楽団
エストニア祝祭管弦楽団 (エストニアしゅくさいかんげんがくだん、エストニア語: Eesti Festivaliorkester、英語: Estonian Festival Orchestra、略称：EFO) は、エストニアのパルヌで毎年夏に開催されるパルヌ音楽祭 (エストニア語: Pärnu Music Festival) のレジデント・オーケストラである。

## 概要
2011年にパルヌ音楽祭の芸術監督に就任したパーヴォ・ヤルヴィにより創設された。
エストニアの優れた音楽家と、ヤルヴィ自身がヨーロッパ各地の主要オーケストラから選抜した首席奏者やソリストたちを結集させ、
世界水準のフェスティバル・オーケストラを創り上げることを目標とした。
主な活動はパルヌ音楽祭期間中の公演であるが、近年では音楽祭以外にも国際的なツアーを行う機会も増えている。

2018年にはBBCプロムスにエストニアのアンサンブルとしては初の出演を果たし、2019年に日本デビューツアーを行い成功を収めた。
その後ヨーロッパ各国、日本、韓国などへ定期的にツアーを行っている。

2025年には、ニューヨークのカーネギー・ホールで、生誕90年のアルヴォ・ペルトの作品による北米デビュー・コンサートを行う予定。

## 録音
アルファクラシックからショスタコーヴィチの交響曲第6番などの他、エリッキ＝スヴェン・トゥール、エドゥアルド・トゥビン、レポ・スメラなど自国作曲家の作品集をリリースしている。